# Уявний герб

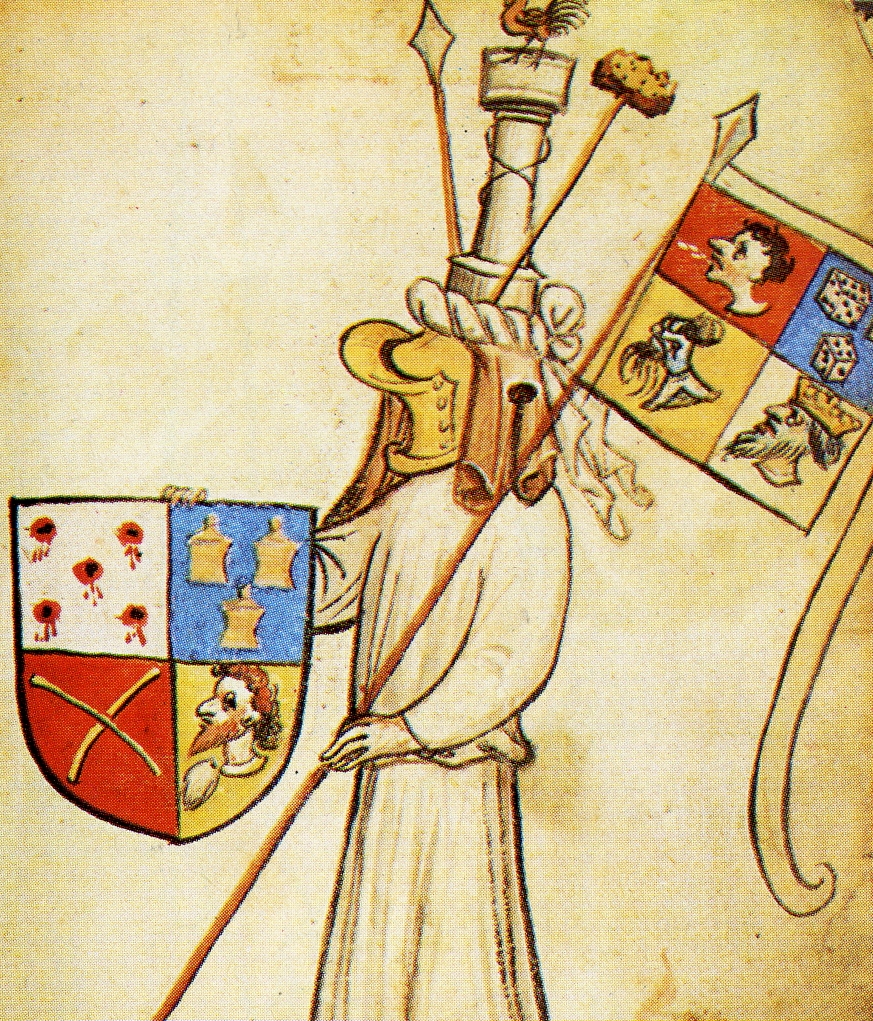
Уявний герб Ісуса Христа

Уя́вний ге́рб (англ. Attributed arms, фр. armoiries imaginaires) — у європейській геральдичній традиції різновид гербів, ототожнюваних з особами або землями, що існували до появи геральдики, до середини ХІІ століття. Приписувалися персонажам греко-римської міфології, біблійним особам і племенам, полководцям і країнам стародавнього світу, діячам раннього середньовіччя, а також абстракціям. Існували уявні герби для Ісуса Христа, Святої Трійці, племен Ізраїля, дев'яти достойників, лицарів Круглого столу тощо. Мотиви уявних гербів видатних осіб використовувалися у символіці європейських родів, які виводили від них своє походження. Так само, герби європейських монархів після ХІІ століття сприймалися як спадкові знаки їхніх пращурів. Також — казко́вий ге́рб, фантасти́чний ге́рб.

## Галерея

### Релігійні

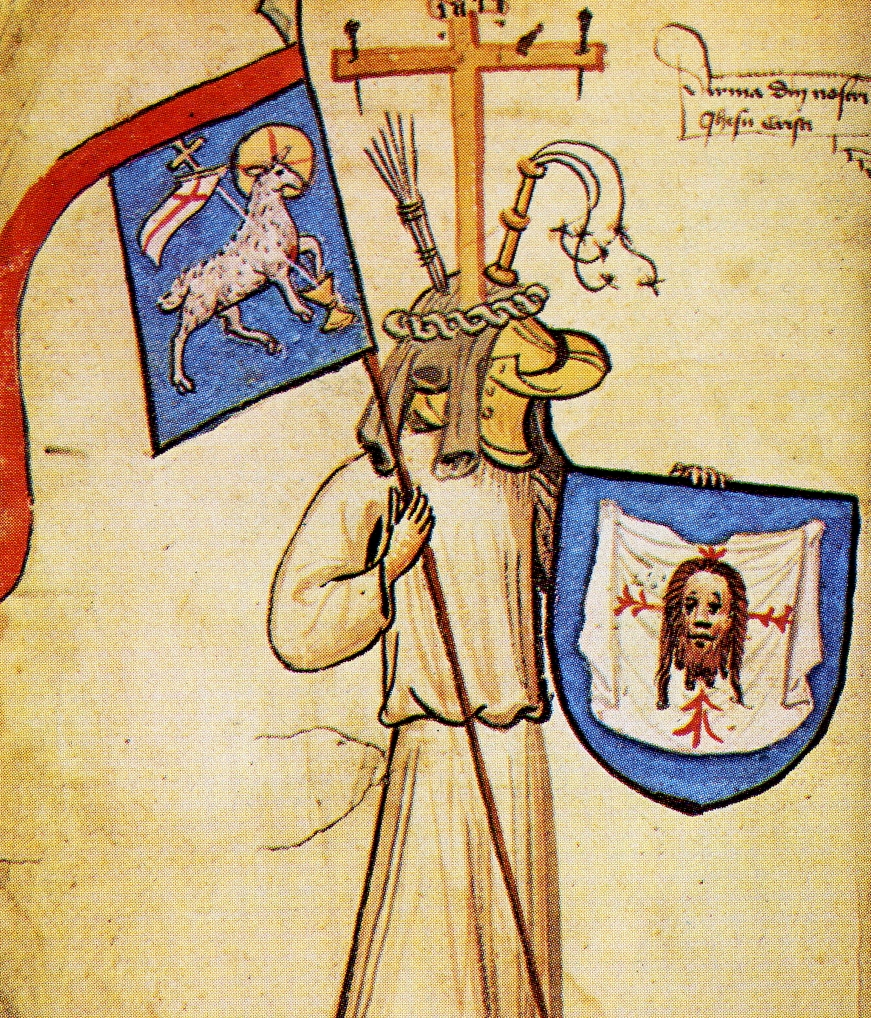
Христос
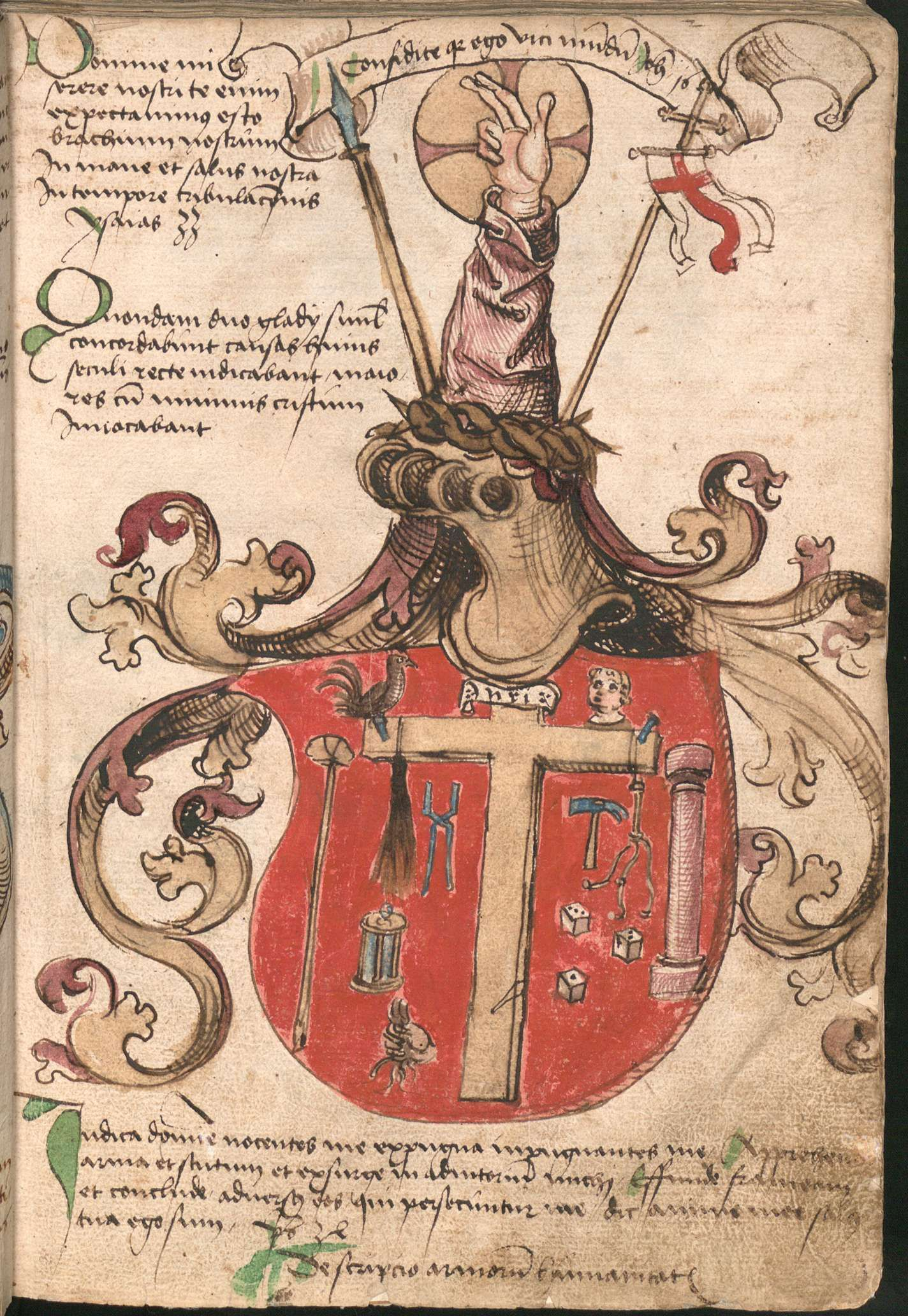
Христос
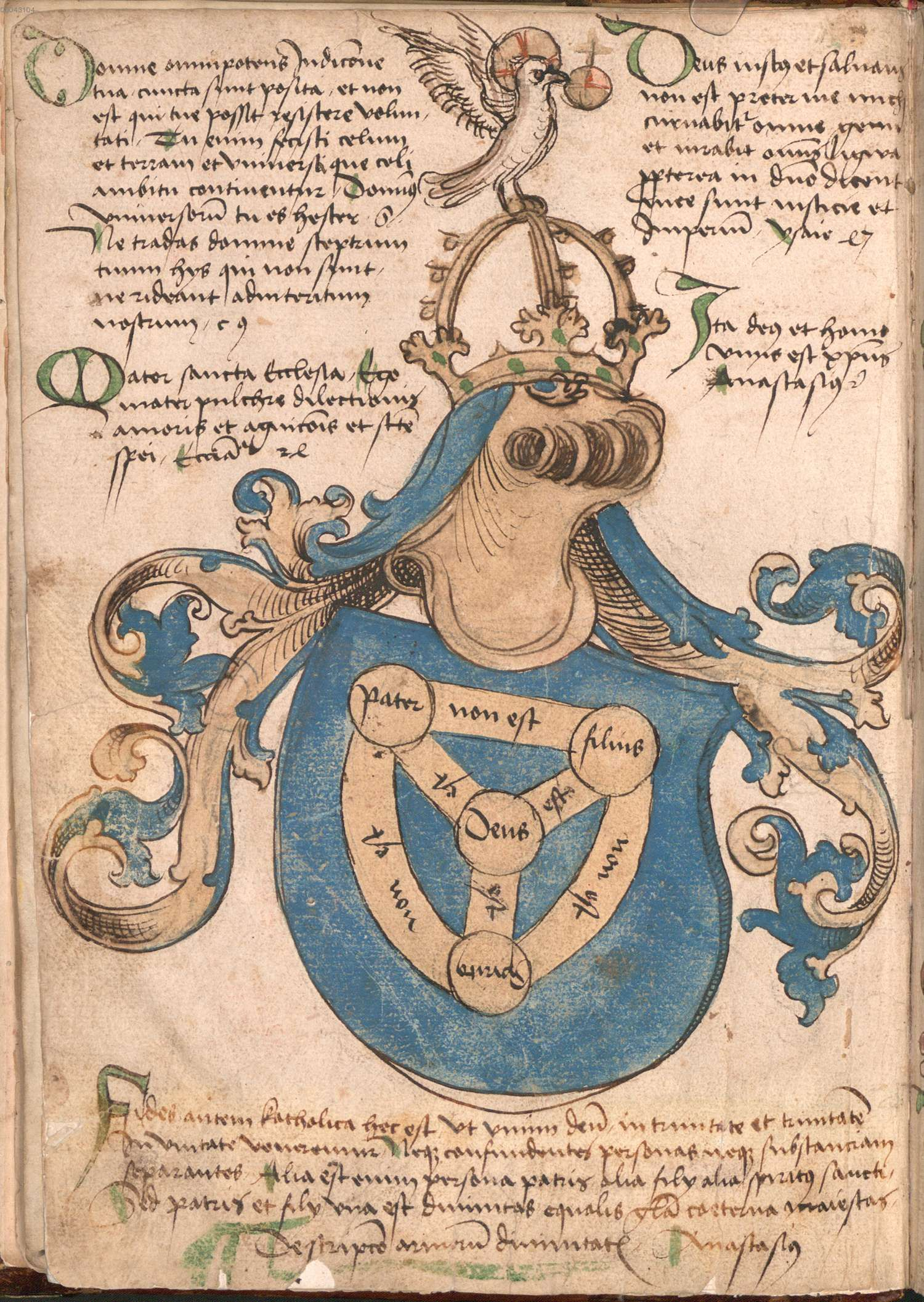
Трійця
Архангел Михаїл
Сатана
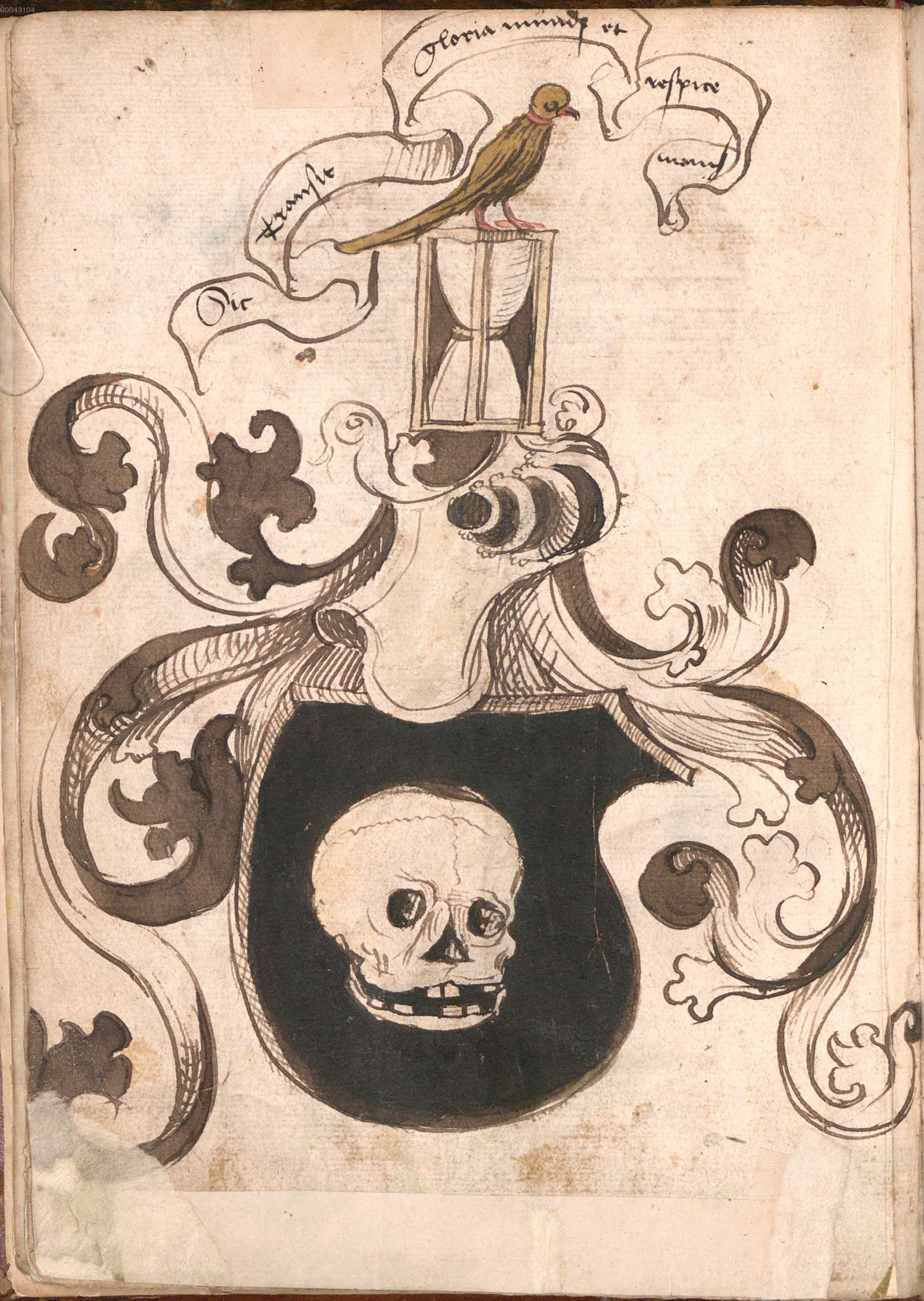
Смерть

### Дванадцять племен Ізраїля

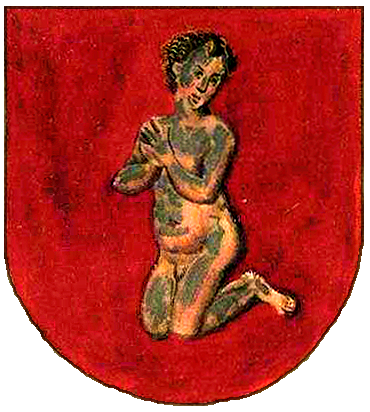
Рувим
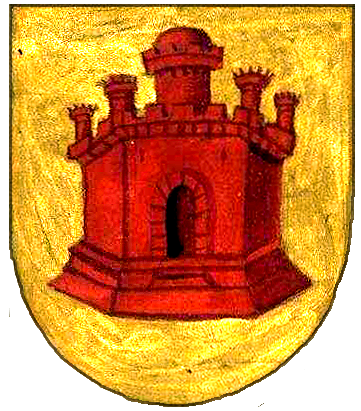
Симеон
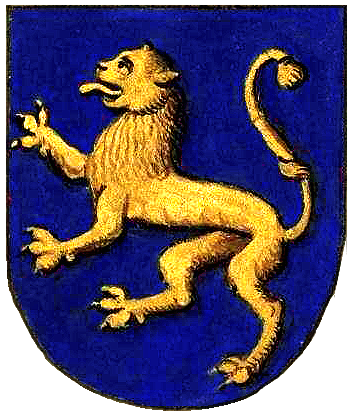
Юда
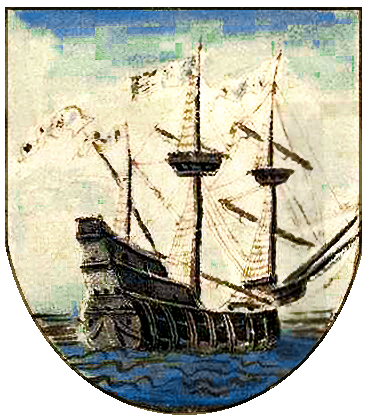
Завулон
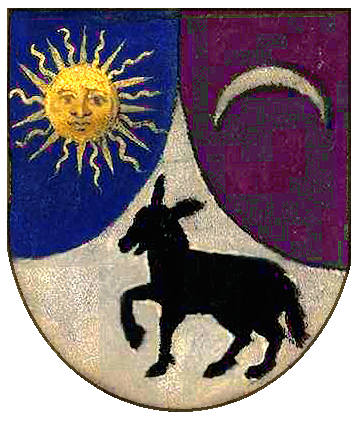
Ісахар
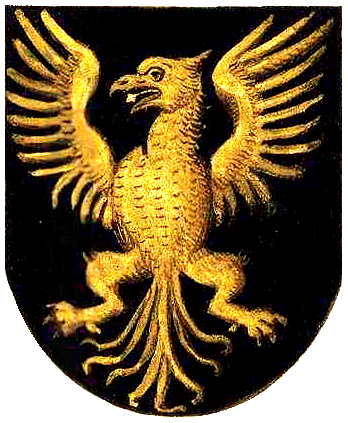
Дан
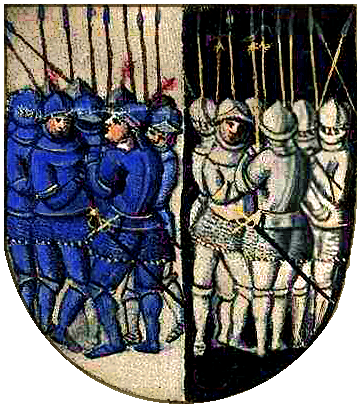
Гад
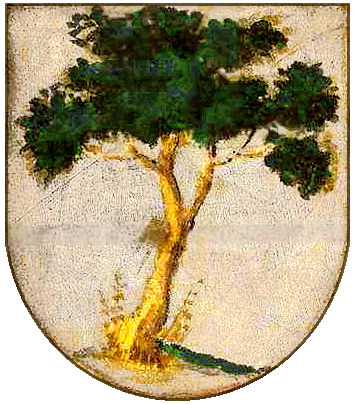
Ашер
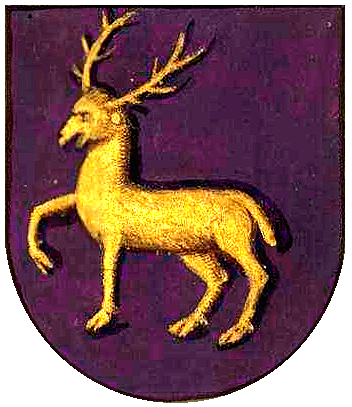
Нефталім
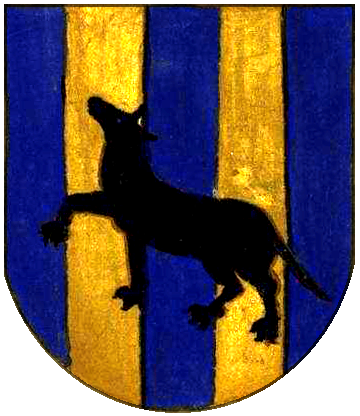
Веніямин
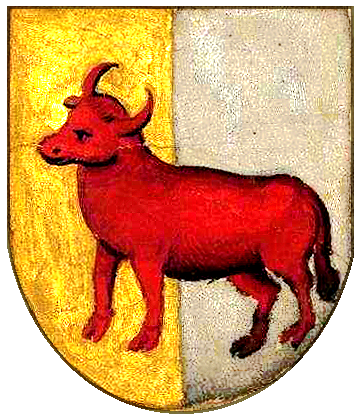
Єфрем
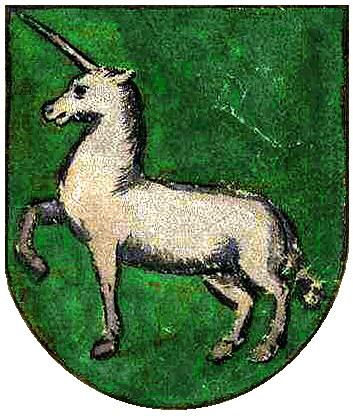
Манасія

### Три царі

Каспар
Бальтазар
Мельхіор
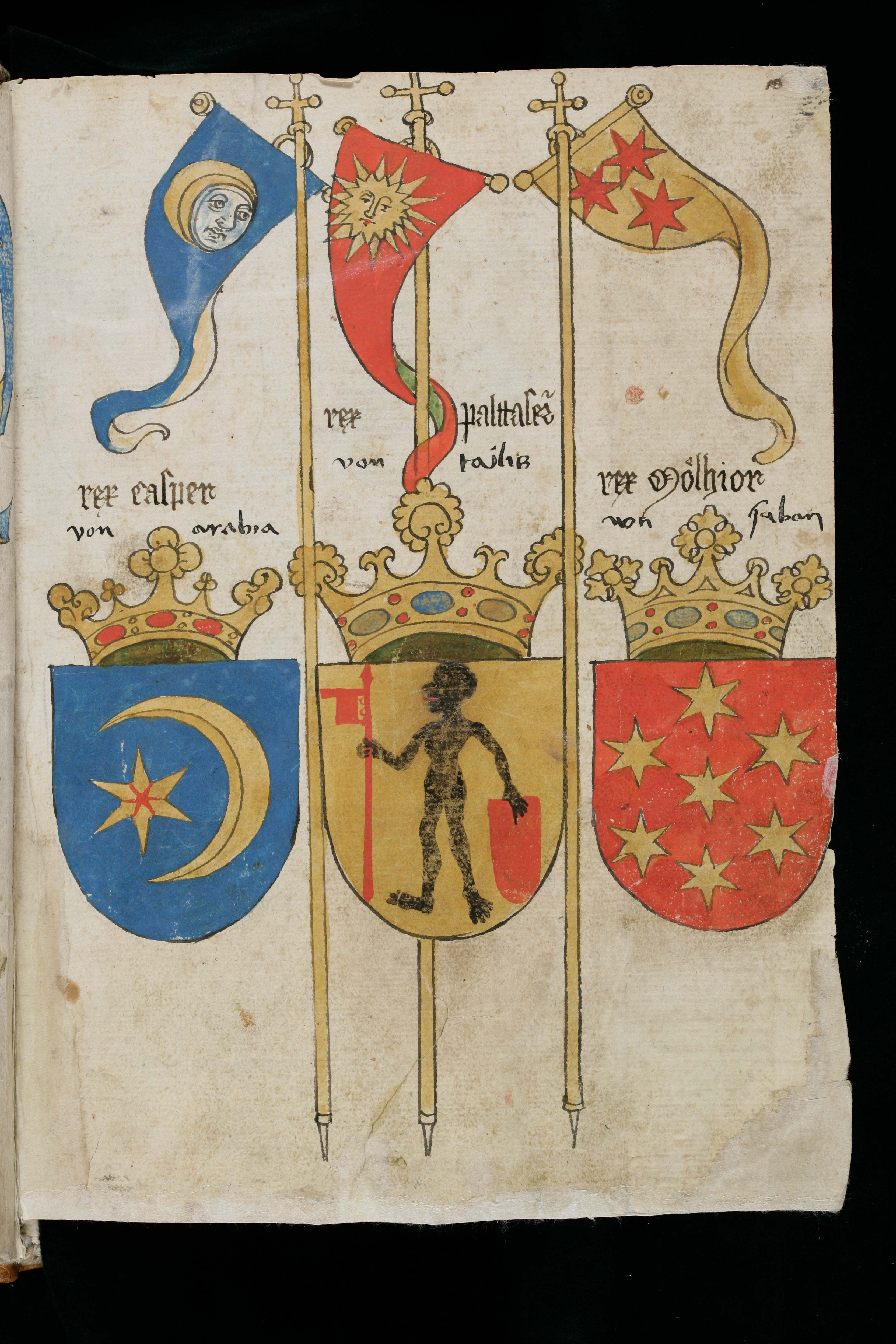
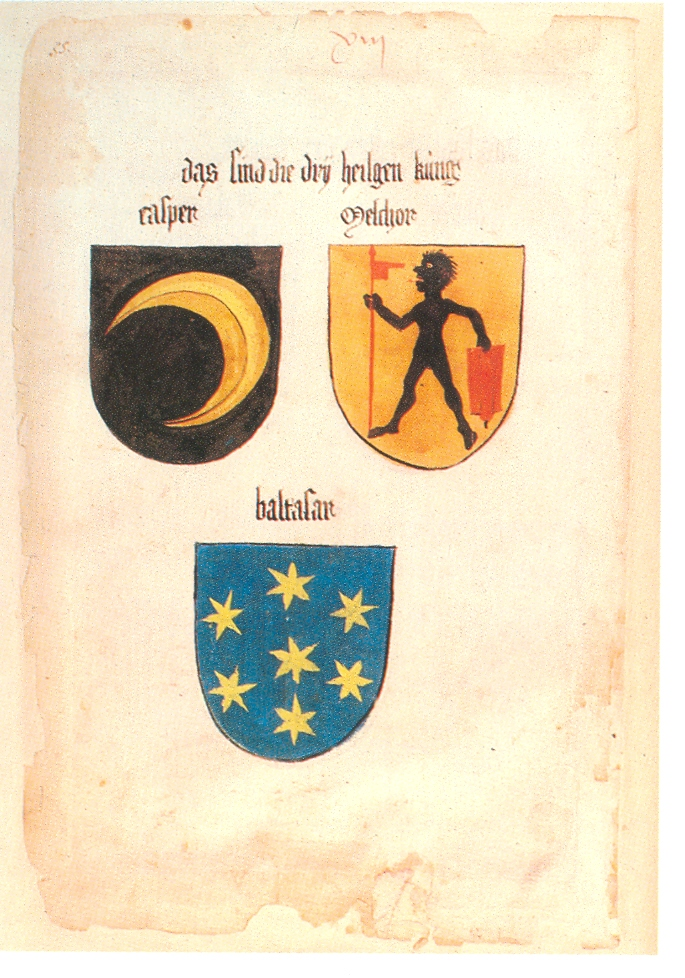
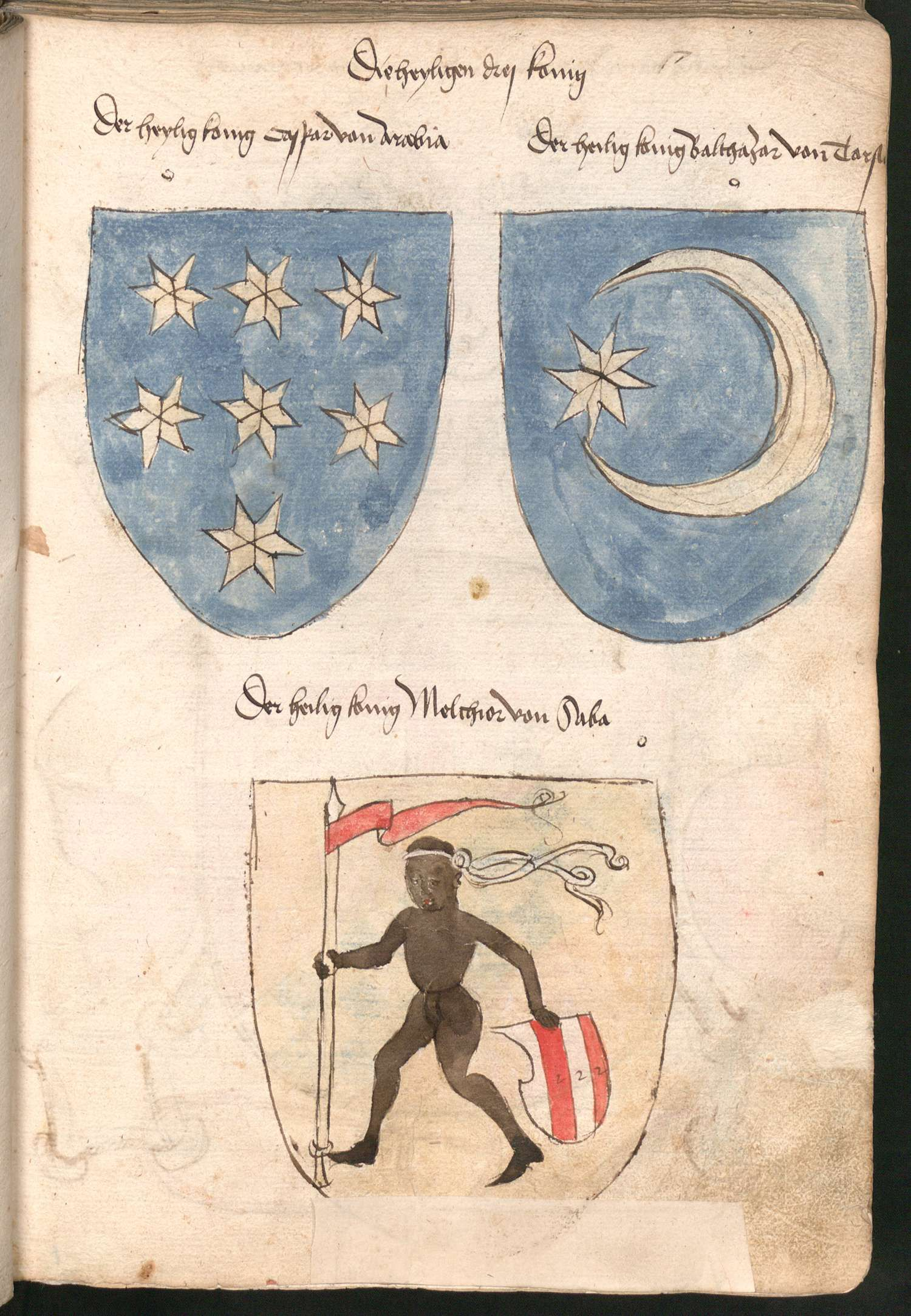

### Дев'ять достойників
| Достойники з Livro do Armeiro-Mor (1509)                                              |
| ------------------------------------------------------------------------------------- |
| - Ісус Навин - Давид - Юда Маккавей - Александр Македонський - Гектор                 |
| - Юлій Цезар - Король Артур - Карл Великий - Готфрід Бульйонський - Бертран дю Геклен |

### Країни

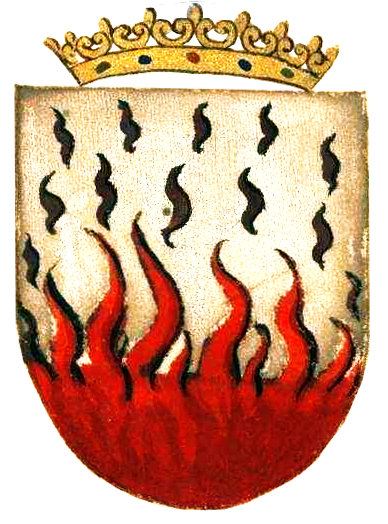
Скіфія, вогні майдану
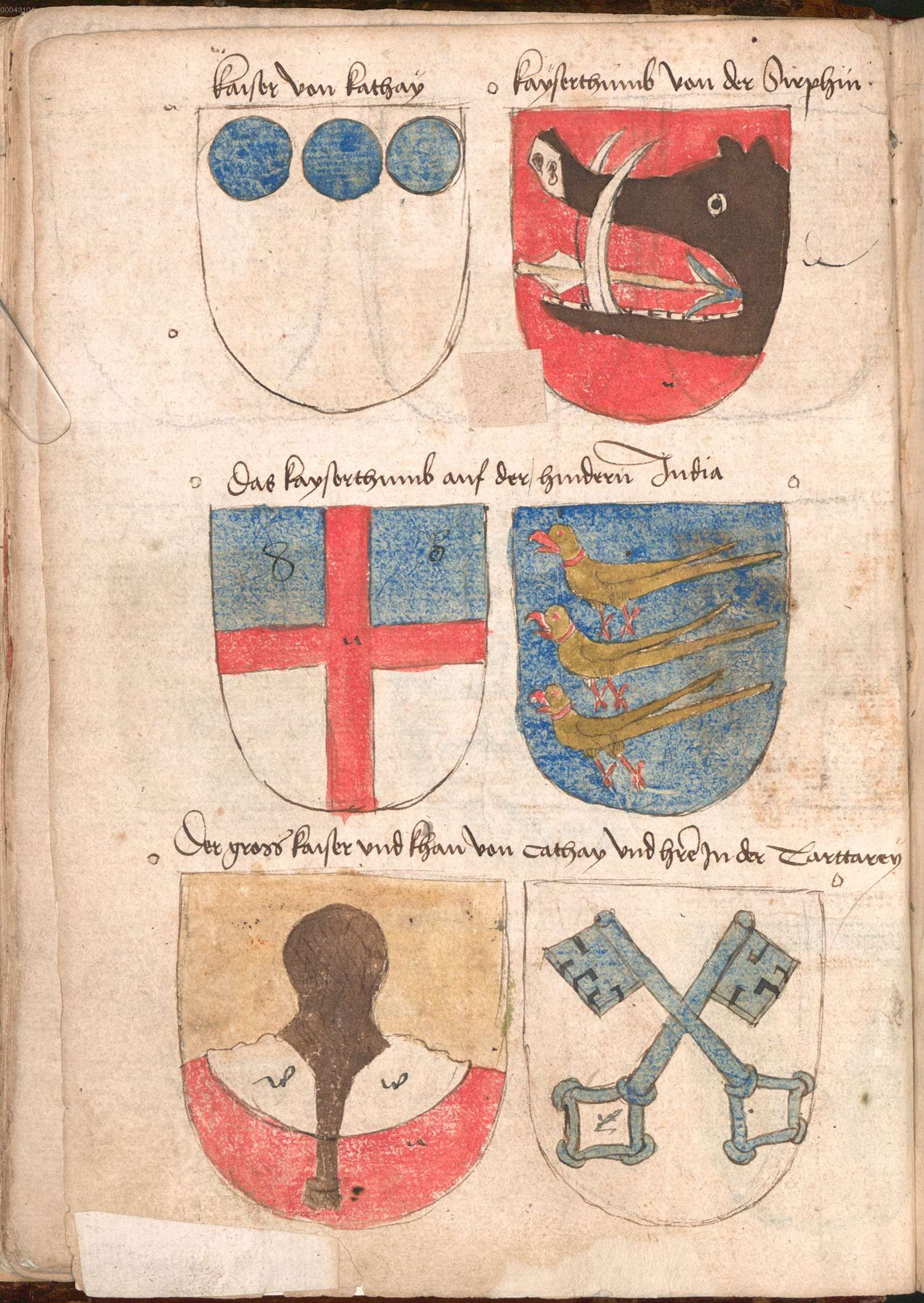
Китай, Індія, Монголія